# Medical Hypotheses
Medical Hypotheses est une revue médicale non conventionnellement révisée par les pairs, publiée par Elsevier. Son origine remonte à un forum pour exprimer des idées non conventionnelles sans le filtre traditionnel de la révision scientifique par les pairs, « tant que (les idées) sont cohérentes et clairement exprimées », pour « encourager la diversité et le débat sur lequel le processus scientifique prospère ».
La publication de documents qui contestent la responsabilité du VIH dans le Sida,, a conduit à leur rétractation de PubMed, la base de données de publications en ligne de la Bibliothèque nationale de médecine des États-Unis. Après la controverse sur le sida, Elsevier a forcé un changement dans la direction de la revue. En juin 2010, Elsevier a annoncé que « les manuscrits envoyés seront révisés par l'éditeur et les réviseurs externes pour assurer leur mérite scientifique ».

## Fondation et construction
Medical Hypotheses est fondé en 1975 par le physiologiste David Horrobin, qui a été rédacteur en chef du magazine jusqu'à sa mort en 2003, ainsi que directeur de la Schizophrenia Association en Grande-Bretagne. Horrobin est une figure controversée, un scientifique et un entrepreneur plus connu pour sa promotion de l'huile d'onagre comme traitement pour les maladies, ce qui a conduit le British Medical Journal (BMJ) à prédire qu'« il est peut être le plus grand vendeur d'huile de serpent de son époque, ». Horrobin a écrit dans son éditorial inaugural pour Medical Hypotheses : « L'histoire de la science a démontré à plusieurs reprises que lorsqu'on propose des hypothèses, il est impossible de prédire ce qui se révélera révolutionnaire et ce qui est ridicule. La seule approche sûre est de laisser tout le monde voir la lumière et de laisser tout le monde discuter, expérimenter, revendiquer ou détruire. J'espère que le magazine fournira un nouveau champ ouvert à tous dans lequel les idées peuvent être testées. » Dans sa première édition, Medical Hypotheses a publié des articles de son membre du conseil d'examen éditorial, le virologue australien Frank Macfarlane Burnet, le pionnier de la fécondation in vitro Ian Johnston, Gerald Kolodny de Beth Israel Medical Center, et Tom Tenforde, plus tard scientifique en chef du département américain de l'énergie.
Après la mort de Horrobin, Bruce G. Charlton, professeur de psychologie évolutive à l'Université de Newcastle en Tyne et de médecine théorique à l'Université de Buckingham, est devenu l'éditeur, prenant des décisions de publication avec l'aide informelle d'un conseil consultatif. Horrobin avait décrit Charlton comme « la seule personne en qui j'ai vraiment confiance pour le reprendre et le faire fonctionner d'une manière ouverte d'esprit. » Parmi les membres éminents du conseil consultatif se trouvent le neurologue comportemental António Damasio, le neuroscientifique cognitif Vilayanur S. Ramachandran, le pionnier chirurgical Roy Calne, le psychiatre David Healy, le philosophe David Pearce, et le prix Nobel Arvid Carlsson. Mehar Manku est devenu l'éditeur de Medical Hypotheses après que Charlton a été licencié en 2010.
Medical Hypotheses a été initialement publié par Eden Press. Elsevier est son éditeur depuis 2002.

## Indexation
La revue est indexée dans Science Citation Index, Index Medicus/MEDLINE/PubMed, BIOSIS Previews (en), Chemical Abstracts Service, Elsevier BIOBASE (en)/Current Awareness in Biological Sciences (en), Current Contents/Clinical Medicine, Current Contents/Life Sciences, et EMBASE/EMBASE

## Recherche
L'article le plus cité d'hypothèses médicales a été publié en 1991 par Ronald S. Smith, il y a proposé la théorie du macrophage de la dépression comme une alternative à la théorie de la monoamine de la dépression,,,.
D'autres articles célèbres présentés dans le magazine comprennent la proposition de Jarl Flensmark de Malmö, Suède, selon laquelle la schizophrénie peut être causée par l'utilisation de chaussures à talons, et un article de Svetlana Komarova de l'Université McGill, postulant que la pilosité faciale peut jouer un rôle dans la prévention du développement du cancer,.
Dans ce que le psychiatre et chroniqueur de The Guardian, Ben Goldacre, ont appelé « papier croustillant presque surréaliste », deux auteurs de Medical Hypotheses ont estimé que « mongoloïde » est un terme plus précis pour décrire les personnes avec un syndrome de Down, car elles partagent des caractéristiques avec des personnes d'origine asiatique, tels qu'un intérêt pour l'artisanat, le fait de s'asseoir avec les jambes croisées et de manger des aliments comportant du glutamate monosodique Les articles de correspondance ont présenté la masturbation comme un traitement pour la congestion nasale, Science a rapporté qu'un document de 2009 de Georg Steinhauser sur la bourre « est devenu un classique instantané ».
En 2007, le journaliste Roger Dobson a publié un livre dans lequel il a compilé et décrit 100 articles publiés dans Medical Hypotheses : ce livre s'intitule Death Can Be Cured.

## Débat de révision par les pairs
Horrobin a commencé le magazine en réponse à ce qu'il voyait comme les limites de l'examen par les pairs. Il écrit : « Les critères primaires pour l'acceptation sont très différents des revues habituelles. En substance ce que je cherche, ce sont des réponses à deux questions seulement : Y a t-il une plausibilité biologique à ce que l'auteur dit ? Le papier est-il lisible ? Nous ne vérifions pas si le papier est vrai ou non, mais simplement si c'est intéressant". Selon le physiologiste John Stein, Horrobin croyait depuis son temps d'étudiant que l'examen par les pairs encourage l'adhésion aux idées actuellement acceptées au détriment de l'innovation. Le neuroscientifique Vilayanur Ramachandran, qui est au conseil d'édition du magazine, a également déclaré à Science : « Il y a des idées qui peuvent sembler invraisemblables mais qui sont très importantes si c'est vrai. C'est le seul endroit que vous pouvez trouver pour être publié.
En octobre 2012, une campagne internationale avec 198 scientifiques a publié un article critique qui défendait Bruce G. Charlton et l'idée de révision éditoriale.

### Documents déniant le rôle du VIH dans le Sida
En 2009, l'éditeur du magazine, Elsevier, a retiré deux articles contestant la responsabilité du VIH dans le Sida, qui avaient été acceptés pour publication. L'un des articles retirés, écrit par Peter Duesberg et David Rasnick, déclare : « Il n'y a pas encore de preuve que le VIH cause le SIDA » et qu'il n'est pas responsable des décès en Afrique du Sud attribués par un autre article en déformant les résultats de la recherche médicale sur les médicaments antirétroviraux,. Cet article avait été initialement présenté au Journal of Acquired Immune Deficiency Syndromes(JAIDS), mais avait été rejeté après examen par les pairs. L'un des éditeurs de JAIDS a cité plus tard des problèmes avec le document, affirmant qu'il contenait du cherry-picking et d'autres allégations malhonnêtes. L'éditeur a déclaré que les articles "pourraient potentiellement nuire à la santé publique mondiale. Des préoccupations ont également été exprimées car cet article contient du matériel potentiellement diffamatoire. Étant donné ces signes importants de préoccupation, nous estimons qu'il est juste d'enquêter sur les circonstances dans lesquelles cet article est venu à être publié en ligne".
Le retrait a suivi une campagne de scientifiques qui ont critiqué l'exactitude factuelle des articles et le processus derrière leur acceptation,. Un groupe de 20 scientifiques et défenseurs du VIH ont contacté la Bibliothèque nationale de médecine pour demander que la revue soit retirée de la base de données du MEDLINE, affirmant que la revue manquait de rigueur scientifique et était devenue un « outil pour la légitimation d'au moins un mouvement pseudo-scientifique : le négationnisme du sida ». L'économiste Nicoli Nattrass a écrit dans un article que « Les Medical Hypotheses a longtemps été une source de préoccupation dans la communauté scientifique parce que les articles ne sont pas révisés par des pairs », et que la Bibliothèque nationale de médecine avait été demandée pour revoir le magazine « pour la désélection de ce qui est  pseudo-scientifique ». Nattrass a écrit plus tard que, à la suite de la controverse, Science a rapporté qu'Elsevier avait demandé à l'éditeur du magazine d'élever les normes de révision ou de renonciation. Un panel de révision convoqué par Elsevier a recommandé que Medical Hypotheses adopte une forme de révision par les pairs pour éviter la publication d'"idées sans fondement, spéculatives, non probables et potentiellement nuisibles". L'éditeur Bruce Charlton a déclaré que la revue par les pairs était contre les 30 ans d'histoire de la revue et n'est pas soutenue par lui ou le comité d'édition du magazine. Elsevier a dit à Charlton que sa position ne serait pas renouvelée à la fin de l'année, et Charlton a répondu qu'il n'y renoncerait pas. Le 11 mai 2010, Bruce Charlton a annoncé sur son blog qu'il avait été licencié par Elsevier.
Sur les 19 membres du comité de rédaction de la revue, 13 ont écrit à Elsevier pour protester contre la décision de changer les politiques éditoriales de la revue. Le groupe de scientifiques a écrit que ne pas avoir la révision par les pairs "est une partie intégrante de notre identité, en fait notre raison même d'être », et qu'ils renonceraient à leurs positions si elle est instituée. L'un des membres, David Healy de l'École de médecine de l'Université de Cardiff, a déclaré que la lettre des membres du comité de révision était « une défense de Bruce, pas du rôle de Duesberg". En revanche, le membre du conseil d'administration, António Damásio, a déclaré que l'article ne devrait pas avoir été publié sur le site Web du magazine.
En juin 2010, Elsevier a annoncé la nomination de Mehar Manku comme nouvel éditeur et a déclaré que « les manuscrits envoyés seront révisés par l'éditeur et les réviseurs externes pour assurer leur mérite scientifique. Tous les réviseurs seront pleinement conscients des objectifs et de la portée de la revue et devront juger la prémisse, l'originalité et la plausibilité des hypothèses présentées ». Manku était auparavant l'éditeur de Prostaglandins, Leukotrienes and Essential Fatty Acids, un autre magazine fondé par Horrobin.